# 朴賢明
朴 賢明（ぼく けんめい、パク ヒョンミョン、1911年 - 没年不明）は、朝鮮出身の元プロ野球選手（投手）。朝鮮人で初めて日本プロ野球 (NPB)に所属した選手として知られる。三美スーパースターズ（後の現代ユニコーンズ。2007年解散）の初代監督を務めた朴賢植は弟に当たる。

## 来歴・人物
平壌高等普通学校は朴が4年生時の1930年4月に野球部を結成した。野球経験の乏しかった朴だったが同校野球部のエースとして活躍した。卒業後、クラブチームの平壌実業チームに加入した。1936年の第10回都市対抗野球大会朝鮮二次予選は当時の朝鮮を代表する野球選手である李栄敏（朝鮮殖産銀行）を宿将とする選抜チーム、全京城チームが優勝を飾った。平壌実業との決勝戦では、李は四番投手を務め完封勝利、対する朴は7回までを無失点で抑える好投を見せ、最終スコア8対0で敗退はしたが準優勝に貢献した。1938年に朝鮮総督府逓信局へ移籍した。同年の第12回都市対抗野球大会には全京城に選出され出場、本選で準優勝した。朝鮮遠征中だった明治大学硬式野球部と対戦し、7回までノーヒットに抑えた事が大阪タイガース関係者の目に止まった。
1938年10月、関西大学出身の釣常雄、米子中の木下勇（共に投手）とともにタイガースへ入団、月給140円で遇された。朝鮮内は朝鮮人初の日本プロ野球 (NPB) 選手が誕生した快報に湧き、朴は1936年に引退した李栄敏と入替るように「朝鮮野球界の至宝」と称された。タイガース主力野手の景浦將が、自分より実績のない釣や朴の方が高給であると思い違いをして、無気力出場をしたというエピソードもある。1939年に8月12日の金鯱戦（敗戦投手）、8月16日の南海戦の2試合に先発登板して1敗の成績を残した。若林忠志、西村幸生、御園生崇男など当時のチームの投手陣の層は厚く、実質は打撃投手としての活動が主であり、1939年限りで退団。その後は朝鮮に帰郷し、選手として復帰することはなかった。
朴のタイガース時代に主将として活躍した松木謙治郎は自著・『タイガースの生いたち』で、東映フライヤーズ監督時代の1969年、大韓民国遠征にてオール韓国チームのコーチを務めた弟の朴賢植と会ったが「兄は平壌にいる」と再会できなかった無念を書いている。

## 人物
平壌高普時代は恐ろしい強肩の一方制球が課題とされたが、その後克服し、タイガース時代の朴は松木健治郎から、直球とカーブに優れたコントロールを持つ投手と評価されている。

## 詳細情報

### 年度別投手成績
| 年 度     | 球 団     | 登 板 | 先 発 | 完 投 | 完 封 | 無 四 球 | 勝 利 | 敗 戦 | セ 丨 ブ | ホ 丨 ル ド | 勝 率 | 打 者 | 投 球 回 | 被 安 打 | 被 本 塁 打 | 与 四 球 | 敬 遠 | 与 死 球 | 奪 三 振 | 暴 投 | ボ 丨 ク | 失 点 | 自 責 点 | 防 御 率 | W H I P |
| --------- | --------- | ----- | ----- | ----- | ----- | -------- | ----- | ----- | -------- | ----------- | ----- | ----- | -------- | -------- | ----------- | -------- | ----- | -------- | -------- | ----- | -------- | ----- | -------- | -------- | ------- |
| 1939      | 大阪      | 2     | 2     | 0     | 0     | 0        | 0     | 1     | --       | --          | .000  | 39    | 8.1      | 12       | 0           | 3        | --    | 0        | 2        | 0     | 0        | 1     | 1        | 1.08     | 1.80    |
| 通算：1年 | 通算：1年 | 2     | 2     | 0     | 0     | 0        | 0     | 1     | --       | --          | .000  | 39    | 8.1      | 12       | 0           | 3        | --    | 0        | 2        | 0     | 0        | 1     | 1        | 1.08     | 1.80    |

### 記録
- 初出場・初先発出場 - 1939年8月12日金鯱戦第7回戦（後楽園球場）、9番投手で先発出場、4回2/3を投げ1失点（自責1）で敗戦投手

### 背番号
- 20 （1938年途中 - 1939年）